# Conicera schnittmanni
Conicera schnittmanni är en tvåvingeart som beskrevs av Schmitz 1926. Conicera schnittmanni ingår i släktet Conicera och familjen puckelflugor. Arten har ej påträffats i Sverige. Inga underarter finns listade i Catalogue of Life.